# Carpe Diem (Heavenly)
Carpe Diem è il quinto album in studio del gruppo musicale power metal francese Heavenly.
Ode to Joy è l'Inno alla gioia di Beethoven in chiave metal.
Tutte le canzoni sono state scritte e composte da Benjamin Sotto.

## Tracce
1. Carpe Diem – 4:50
2. Lost in Your Eyes – 3:48
3. Farewell – 5:02
4. Full Moon – 4:57
5. A Better Me – 6:07
6. Ashen Paradise – 5:22
7. The Face of Truth – 5:54
8. Ode to Joy – 4:52
9. Save Our Souls – 4:20
10. Playtime (Bonus track dell'edizione giapponese) – 3:16

## Formazione
- Benjamin Sotto - voce
- Charley Corbiaux - chitarra
- Matthieu Plana - basso
- Olivier Lapauze - chitarra
- Pierre-Emmanuel "Piwee" Desfray - batteria